# Энергия излучения (оптика)
Эне́ргия излуче́ния — физическая величина, одна из основных энергетических фотометрических величин. Представляет собой энергию, переносимую оптическим излучением. Служит основой для других энергетических фотометрических величин.
Единицей измерения в Международной системе единиц (СИ) является джоуль (Дж), в системе СГС — эрг (эрг).
В качестве буквенного обозначения используется {\displaystyle Q_{e}} или {\displaystyle W}.
В системе световых величин аналогом энергии излучения является световая энергия {\displaystyle Q_{v}}.

## Спектральная плотность энергии излучения
Если излучение немонохроматично, то во многих случаях оказывается полезным использовать такую величину, как спектральная плотность энергии излучения.
Спектральная плотность энергии излучения представляет собой энергию излучения, приходящуюся на малый единичный интервал спектра. Точки спектра при этом могут задаваться их длинами волн, частотами, энергиями квантов излучения, волновыми числами или любым другим способом. Если переменной, определяющей положение точек спектра, является некоторая величина {\displaystyle x}, то соответствующая ей спектральная плотность энергии излучения обозначается {\displaystyle Q_{e,x}(x)} и определяется как отношение величины {\displaystyle dQ_{e}(x),} приходящейся на малый спектральный интервал, заключённый между {\displaystyle x} и {\displaystyle x+dx,} к ширине этого интервала:
{\displaystyle Q_{e,x}(x)={\frac {dQ_{e}(x)}{dx}}.}
Соответственно, в случае использования длин волн для спектральной плотности энергии излучения будет выполняться:
{\displaystyle Q_{e,\lambda }(\lambda )={\frac {dQ_{e}(\lambda )}{d\lambda }},}
а при использовании частоты —
{\displaystyle Q_{e,\nu }(\nu )={\frac {dQ_{e}(\nu )}{d\nu }}.}
Следует иметь в виду, что значения спектральной плотности энергии излучения в одной и той же точке спектра, получаемые при использовании различных спектральных координат, друг с другом не совпадают. То есть, например, {\displaystyle Q_{e,\nu }(\nu )\neq Q_{e,\lambda }(\lambda ).} Нетрудно показать, что с учетом
{\displaystyle Q_{e,\nu }(\nu )={\frac {dQ_{e}(\nu )}{d\nu }}={\frac {d\lambda }{d\nu }}{\frac {dQ_{e}(\lambda )}{d\lambda }}} и {\displaystyle \lambda ={\frac {c}{\nu }}}
правильное соотношение приобретает вид:
{\displaystyle Q_{e,\nu }(\nu )={\frac {\lambda ^{2}}{c}}Q_{e,\lambda }(\lambda ).}

## Световой аналог
В системе световых фотометрических величин аналогом для энергии излучения является световая энергия {\displaystyle Q_{v}}. По отношению к энергии излучения световая энергия является редуцированной фотометрической величиной, получаемой с использованием значений относительной спектральной световой эффективности монохроматического излучения для дневного зрения {\displaystyle V(\lambda )}:
{\displaystyle Q_{v}=K_{m}\cdot \int \limits _{380~nm}^{780~nm}Q_{e,\lambda }(\lambda )V(\lambda )d\lambda ,}
где {\displaystyle K_{m}} — максимальная световая эффективность излучения, равная в системе СИ 683 лм/Вт. Её численное значение следует непосредственно из определения канделы.

## Производные величины
Сведения об основных энергетических величинах приведены в таблице.
| Наименование (синоним)                     | Обозначение величины                         | Определение                                                                         | Обозначение единиц СИ | Световой аналог                         |
| ------------------------------------------ | -------------------------------------------- | ----------------------------------------------------------------------------------- | --------------------- | --------------------------------------- |
| Поток излучения (лучистый поток)           | {\displaystyle \Phi }e или {\displaystyle P} | {\displaystyle \Phi _{e}={\frac {dQ_{e}}{dt}}}                                      | Вт                    | Световой поток                          |
| Сила излучения (энергетическая сила света) | {\displaystyle I_{e}}                        | {\displaystyle I_{e}={\frac {d\Phi _{e}}{d\Omega }}}                                | Вт·ср−1               | Сила света                              |
| Объёмная плотность энергии излучения       | {\displaystyle U_{e}}                        | {\displaystyle U_{e}={\frac {dQ_{e}}{dV}}}                                          | Дж·м−3                | Объёмная плотность световой энергии     |
| Энергетическая светимость                  | {\displaystyle M_{e}}                        | {\displaystyle M_{e}={\frac {d\Phi _{e}}{dS_{1}}}}                                  | Вт·м−2                | Светимость                              |
| Энергетическая яркость                     | {\displaystyle L_{e}}                        | {\displaystyle L_{e}={\frac {d^{2}\Phi _{e}}{d\Omega \,dS_{1}\,\cos \varepsilon }}} | Вт·м−2·ср−1           | Яркость                                 |
| Интегральная энергетическая яркость        | {\displaystyle \Lambda _{e}}                 | {\displaystyle \Lambda _{e}=\int _{0}^{t}L_{e}(t')dt'}                              | Дж·м−2·ср−1           | Интегральная яркость                    |
| Облучённость (энергетическая освещённость) | {\displaystyle E_{e}}                        | {\displaystyle E_{e}={\frac {d\Phi _{e}}{dS_{2}}}}                                  | Вт·м−2                | Освещённость                            |
| Энергетическая экспозиция                  | {\displaystyle H_{e}}                        | {\displaystyle H_{e}={\frac {dQ_{e}}{dS_{2}}}}                                      | Дж·м−2                | Световая экспозиция                     |
| Спектральная плотность энергии излучения   | {\displaystyle Q_{e,\lambda }}               | {\displaystyle Q_{e\lambda }={\frac {dQ_{e}}{d\lambda }}}                           | Дж·м−1                | Спектральная плотность световой энергии |

Здесь {\displaystyle dS_{1}} — площадь элемента поверхности источника, 
{\displaystyle dS_{2}} — площадь элемента поверхности приёмника,
{\displaystyle \varepsilon } — угол между нормалью к элементу поверхности источника и направлением наблюдения.